# Wermlandita
La wermlandita és un mineral de la classe dels sulfats, que pertany al grup de la wermlandita. Anomenada així per la localitat on va ser descoberta: Långban, Värmland (Wermland), Suècia.

## Classificació
Segons la classificació de Nickel-Strunz, la wermlandita pertany a «07.D - Sulfats (selenats, etc.) amb anions addicionals, amb H₂O, amb cations de mida mitjana només; plans d'octaedres que comparteixen vores» juntament amb els següents minerals: felsőbanyaïta, langita, posnjakita, wroewolfeïta, spangolita, ktenasita, christelita, campigliaïta, devil·lina, ortoserpierita, serpierita, niedermayrita, edwardsita, carrboydita, glaucocerinita, honessita, hidrohonessita, motukoreaïta, mountkeithita, shigaïta, woodwardita, zincaluminita, hidrowoodwardita, zincowoodwardita, natroglaucocerinita, nikischerita, lawsonbauerita, torreyita, mooreïta, namuwita, bechererita, ramsbeckita, vonbezingita, redgillita, calcoalumita, nickelalumita, kyrgyzstanita, guarinoïta, schulenbergita, theresemagnanita, UM1992-30-SO:CCuHZn i montetrisaïta.

## Característiques
La wermlandita és un sulfat de fórmula química Mg₇Al₂(OH)₁₈[Ca(H₂O)₆][SO₄]₂·6H₂O. És possible que també pugui presentar un cert contingut de carbonat. Cristal·litza en el sistema trigonal. La seva duresa a l'escala de Mohs és 1,5. Forma cristalls pseudohexagonals en forma de plaquetes.

## Formació i jaciments
En la localitat tipus s'ha descrit en vetes de baixa temperatura reomplint calcita. S'ha descrit només a la seva localitat tipus a Långban, Värmland, Suècia.